# Chlaenius dinodoides
Chlaenius dinodoides is een keversoort uit de familie van de loopkevers (Carabidae). De wetenschappelijke naam van de soort is voor het eerst geldig gepubliceerd in 1876 door baron Maximilien de Chaudoir. De soort werd gevonden naij Adwa (Ethiopië).